# نوودیورتیوکیوو
نوودیورتیوکیوو (به لاتین: Novodyurtyukeyevo) یک منطقهٔ مسکونی در روسیه است که در باشقیرستان واقع شده‌است.